# Bedtime Stories (Madonna-album)
A Bedtime Stories Madonna hatodik nagylemeze, mely 1994. október 25-én jelent meg a Maverick Records kiadásában. 1995-ben Grammy-díj-jelölést kapott a legjobb pop-vokál album kategóriában. A RIAA arany-, majd platina-albummá minősítette 1995. január 5-én, majd 2005. november 21-én megszerezte a háromszoros platinát, tekintettel a 3 millió eladott példányra az Egyesült Államokon belül. Világszerte 8 millió példány kelt el az albumból.

## Az album története
Bár kezdetben az albumot Shep Pettibone együttműködésével akarták megalkotni és stilisztikailag hasonlóvá kívánták tenni Madonna Erotica című albumával, Madonna mégis az R&B hangzás felé hajlott, így ezen a korongon hallható utoljára Shep Pettibone közreműködése.
Noha az album stílusát illetően az elődjéhez képest egy elfogadottabb nézetet és kevésbé vitatott érzelmi tartalmat szándékozott kifejezni, mégis ez tartalmazza Madonna eddigi talán legszembesítőbb munkáját.
Madonna többi albuma közül ez a legkevesebbet bemutatott zeneanyag az eddigi koncertsorozatain és élő show-jain, kivétel a "Secret" és a "Human Nature", melyek szerepeltek a 2001-es Drowned World Tour világkörüli koncertjén, valamint a "Bedtime Story" remixváltozata, mely a 2004-es Re-Invention Tour-on hangzott el.

## Számok
| #  | Cím                                                            | Szerző | Producerek                                                                 | Hossz |
| -- | -------------------------------------------------------------- | --- | -------------------------------------------------------------------------- | ----- |
| 01 | "Survival"                                                     | Madonna, Dallas Austin | Nellee Hooper és Madonna                                                   | 3:31  |
| 02 | "Secret"                                                       | Madonna, Dallas Austin, Shep Pettibone | Madonna és Dallas Austin                                                   | 5:04  |
| 03 | "I'd Rather Be Your Lover" (Vendégelőadó Me'Shell NdegeOcello) | Madonna, Dave Hall, Isley Brothers, Christopher Jasper "It's Your Thing" c. Lou Donaldson szám mintájával.                                                         | Madonna és Dave "Jam" Hall                                                 | 4:39  |
| 04 | "Don't Stop"                                                   | Madonna, Dallas Austin, Colin Wolfe | Madonna and Dallas Austin További producer, valamint remix: Daniel Abraham | 4:38  |
| 05 | "Inside of Me"                                                 | Madonna, Dave Hall, Nellee Hooper a következő dalok mintájával "Back and Forth" - Aaliyah; "Outstanding" - The Gap Band és "The Trials of Life" - The Guttersnypes | Nellee Hooper és Madonna                                                   | 4:11  |
| 06 | "Human Nature"                                                 | Madonna, Dave Hall, Shawn McKenzie, Kevin McKenzie, Michael Deering a "What You Need" c. Main Source dal mintájával                                                | Madonna és Dave "Jam" Hall                                                 | 4:53  |
| 07 | "Forbidden Love" 2                                             | Kenneth "Babyface" Edmonds, Madonna a "Down Here On The Ground" c. Grant Green c. dal mintájával                                                                   | Nellee Hooper és Madonna                                                   | 4:09  |
| 08 | "Love Tried to Welcome Me"                                     | Madonna, Dave Hall | Madonna és Dave "Jam" Hall                                                 | 5:21  |
| 09 | "Sanctuary"                                                    | Madonna, Dallas Austin, Anne Preven, Scott Cutler, Herbie Hancock a "Watermelon Man" c. Herbie Hancock szám mintájával                                             | Madonna és Dallas Austin Remix: Nellee Hooper                              | 5:03  |
| 10 | "Bedtime Story"                                                | Nellee Hooper, Björk Guðmundsdóttir, Marius De Vries | Nellee Hooper és Madonna                                                   | 4:52  |
| 11 | "Take a Bow"                                                   | Kenneth "Babyface" Edmonds, Madonna | Babyface és Madonna                                                        | 5:21  |

1 nem összetévesztendő Madonna 2005-ös azonos c. számával a Confessions on a Dance Floor albumról.

## Kislemezek
| #  | Kislemez      | Megjelenés           |
| -- | ------------- | -------------------- |
| 1. | Secret        | 1994. szeptember 27. |
| 2. | Take a Bow    | 1994. december 6.    |
| 3. | Bedtime Story | 1995. február 13.    |
| 4. | Human Nature  | 1995. június 6.      |

## Minősítések, csúcspozíciók és eladás
| Ország                    | Csúcspozíció | Minősítések (ha van) | Sales/shipments |
| ------------------------- | ------------ | -------------------- | --------------- |
| Ausztrália                | 1            | 2x Platina           | 140,000+        |
| Ausztria                  | 7            | Arany                | 10,000+         |
| Brazília                  | 1            | Platina              | 250,000+        |
| Kanada                    | 1            | 2x Platina           | 200,000+        |
| Franciaország             | 2            | 2x Arany             | 200,000+        |
| Németország               | 4            | Platina              | 500,000+        |
| Hollandia                 | 13           |                      |                 |
| Új-Zéland                 | 5            |                      |                 |
| Svédország                | 5            |                      |                 |
| Svájc                     | 7            | Arany                | 25,000+         |
| Nagy-Britannia            | 2            | 2xPlatina            | 600,000+        |
| Amerikai Egyesült Államok | 3            | 3x Platina           | 2,300,000+      |

## Alkotók
- Madonna - vokál
- Dallas Austin - dob, billentyűs hangszerek
- Babyface - szintetizátor, háttérvokál
- Donna De Lory - háttérvokál
- Niki Haris - háttérvokál
- Suzie Kattayama - karmester
- Jessie Leavey - karmester
- Tommy Martin - gitár
- Me'Shell NdegéOcello - basszusgitár
- Colin Wolfe - basszusgitár
- Jessie Leavey - vonós hangszerek
- Craig Armstrong - vonós hangszerelés a "Take a Bow" című számban

### Produkciós stáb
- Producerek: Madonna, Dallas Austin, Babyface, Marius De Vries, Dave Hall, Nellee Hooper
- Hangmérnökök: Michael Fossenkemper, Brad Gilderman, Darin Prindle, Alvin Speights, Mark "Spike" Stent
- Mixelés: Jon Gass, Daniel Abraham